# Chrysops chiefengensis
Chrysops chiefengensis är en tvåvingeart som beskrevs av Ouchi 1939. Chrysops chiefengensis ingår i släktet Chrysops och familjen bromsar. Inga underarter finns listade i Catalogue of Life.